# Otto Johann von Grothusen
Otto Johann von Grothusen (* 6. März 1627; † 22. Juni 1697 in Altona) war ein deutscher Soldat in schwedischen Diensten, zuletzt als Generalleutnant und Kommandant von Altona.

## Leben
Otto Johann von Grothusen war ein Generalleutnant, seit 1655 in schwedischen Diensten, Erbherr auf Turow in Pommern und Stürzenhof (Kirchspiel Ronneburg) in Livland. Als Gouverneur der damals zu Schweden gehörenden Stadt Wismar (1683–1690) wurde er am 24. Dezember 1687 als Freiherr von Turow in den schwedischen Freiherrenstand gehoben und 1689 bei der Freiherrnklasse der schwedischen Ritterschaft (Nr. 80) introduziert. Der Grothusenkoog in Schleswig-Holstein ist nach ihm benannt. Im Januar 1693 wurde Land im Südwesten der Halbinsel Eiderstedt an den Generalleutnant Otto Johann Freiherr von Grothusen für treue Dienste von Herzog Christian Albrecht von Holstein-Gottorf übereignet. Um dieses Land eindeichen zu können, suchte sich Grothusen mehrere finanzkräftige Partner, unter anderem den Deichgrafen und Staller Ove Lorenz aus Welt, der 1697 den Koog erbte.
Er war mit Margaretha von Behr aus dem Haus Edwahlen verheiratet. Der Generalmajor und Diplomat Christian Albrecht von Grothusen war sein Sohn.